# Rataje, Poznań

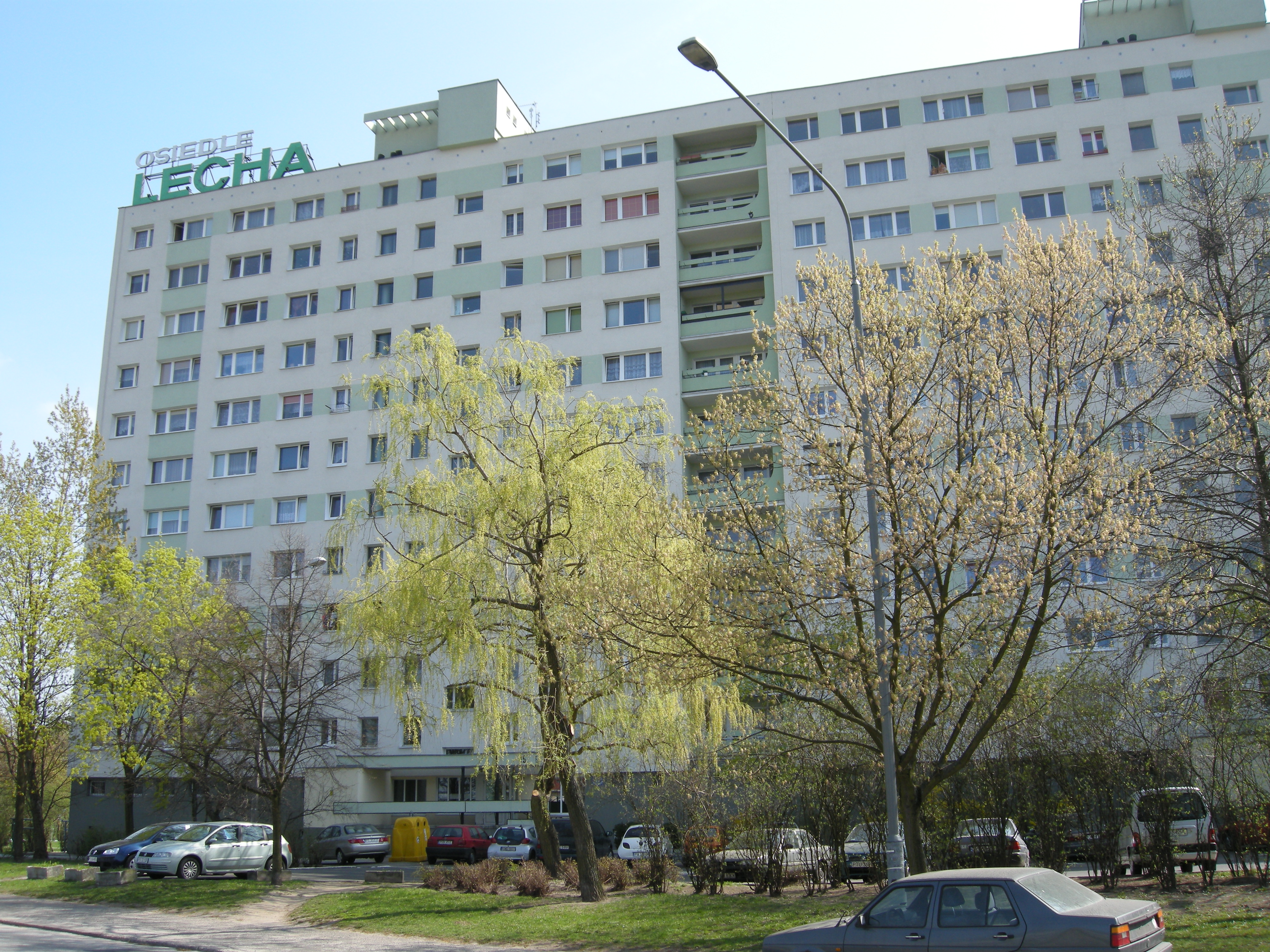
Một khu nhà ở trên Quận Lecha

Rataje [raˈtajɛ] là một khu dân cư rộng lớn ở phía đông thành phố Poznań ở phía tây Ba Lan. Nó chứa một số khu nhà ở, bao gồm chủ yếu là các khu nhà bê tông đúc, nhà ở có tổng cộng khoảng 90.000 người (khoảng một phần sáu tổng dân số của thành phố).
Ngôi làng Rataje trước đây nằm gần hữu ngạn sông Warta và được sáp nhập vào thành phố Poznań vào năm 1925. Khu vực ngày nay được gọi là Rataje cũng bao gồm các làng cũ của Chartowo và Żegrze, được đưa vào trong ranh giới thành phố trong thời gian Đức quốc xã chiếm đóng vào đầu những năm 1940. Khu vực này nằm trong quận Nowe Miasto cũ của thành phố (1954 - 1990); trong bộ phận hành chính hiện tại của Poznań, nó được chia thành ba quận được gọi là Rataje, Chartowo và Żegrze. (Không nên nhầm lẫn cách sử dụng từ "Quận" này với từ phổ biến hơn biểu thị một bất động sản nhà ở)
Việc xây dựng các khu nhà mới bắt đầu vào cuối những năm 1960, khối nhà đầu tiên được hoàn thành vào năm 1967.
Các bất động sản chính như sau:
- Trong "khu Rataje thấp" (các khu vực gần với các Warta): Quận Armii Krajowej (" Home Army động sản "), Quận Bohaterów II Wojny Światowej (" World War II Heroes động sản "), Quận Jagiellońskie (" Jagiellonian"), Quận Oświecenia (" Enlightenment"), Quận Piastowskie (" Piast "), Quận Powstań Narodowych (" Quốc gia khởi nghĩa động sản ") và Quận Rzeczypospolitej (" Tài sản của nước Cộng hòa Ba Lan").
- Trong khu vực Chartowo (khu vực phía đông bắc): Quận Lecha, Quận Czecha, Quận Rusa (được đặt theo tên của anh em huyền thoại Lech, Séc và Rus), Quận Tysiąclecia ("Thiên niên kỷ", được đặt tên theo thiên niên kỷ của Bí tích Rửa tội của Ba Lan 966), Quận Zodiak ("Bất động sản hoàng đạo"; một bất động sản mới hơn cũng chứa những ngôi nhà nhỏ hơn).
- Ở khu vực Żegrze (khu vực phía đông nam): Quận Orła Białego (" Đại bàng trắng"), Quận Polan (" Polans "), Quận Stare Żegrze ("Żegrze cũ").

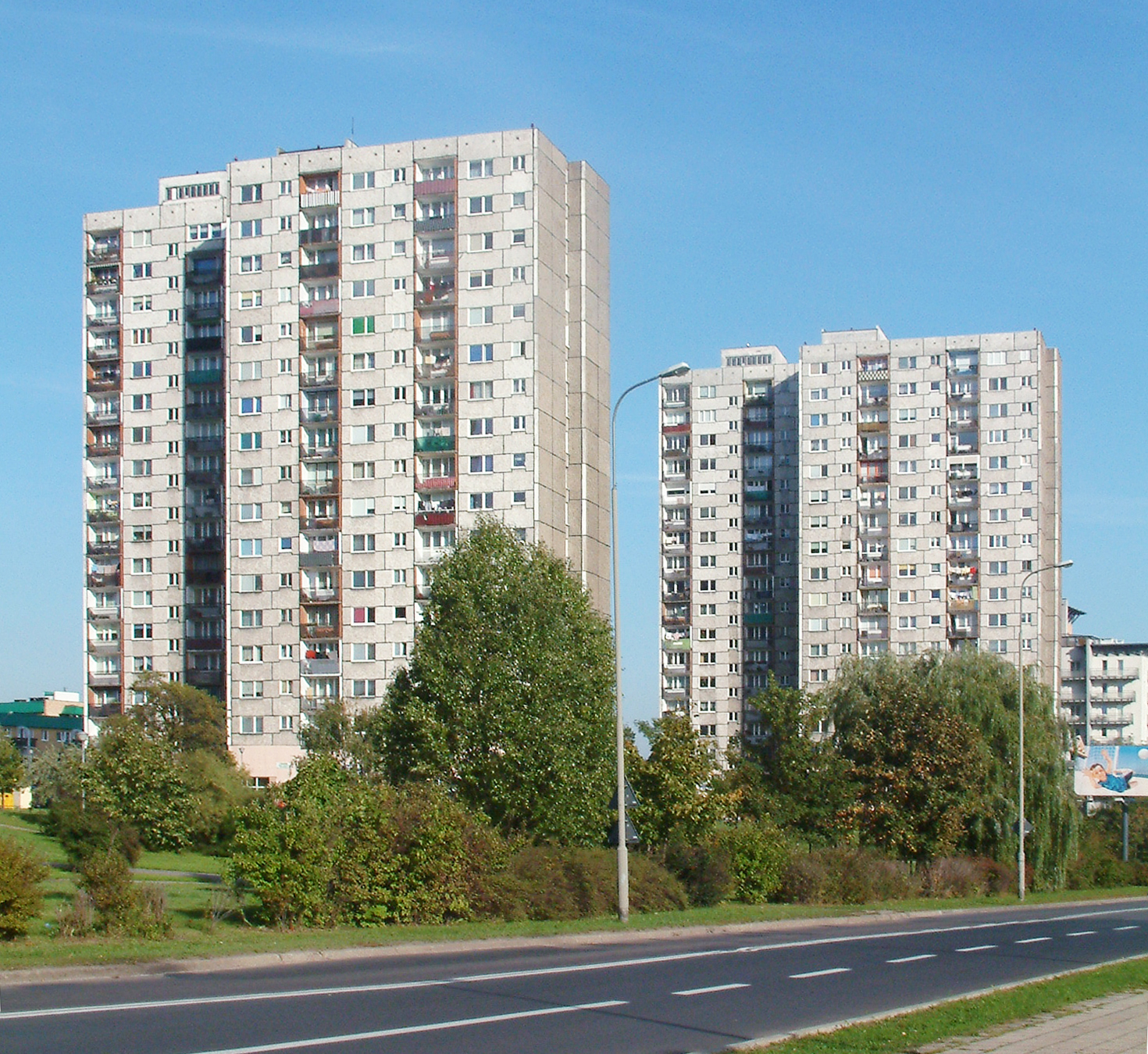
Các tòa nhà cao tầng trên Quận Rusa